# مدارس الفكر اللاسلطوي
مدارس الفكر اللاسلطوي
اللاسلطوية هي فلسفة سياسية، تعتبر أن الدولة شيء غير مرغوب، غير ضروري، ومضر، أو أنها تعارض السلطة في توجيه العلاقات البشرية. يسعى اللاسلطويون لمجتمعات دون دولة تقوم على الجمعيات التطوعية اللا هرمية.
يقول ديفيد غرابير أن المدارس الفكرية الماركسية سميت بأسماء مؤسسيها (اللينينية، الماوية، التروتسكية)، أما مدارس الأناركية فقد انبثقت من الشكل التنظيمي أو الشكل العملي (اللاسلطوية النقابية، اللا سلطوية الفردية، البرنامجية).

## اللاسلطوية الفلسفية
مؤسس اللاسلطوية الفلسفية هو ويليام غودوين الذي طور النواة الأولى للفكر اللاسلطوي المعاصر. وفقا لبيتر كروبوتكين، كان غودوين «أول من أسس للمفاهيم السياسية والاقتصادية للاسلطوية، حتى لو يسمي تلك الأفكار في أعماله». تقول اللاسلطوية الفلسفية أن الدولة تفتقر الشرعية الأخلاقية؛ لا يوجد الزام فردي أو واجب لمطاوعة الدولة؛ والعكس، أن الدولة لا تملك حقا في أمرة الأفراد، لكنها لم تؤيد ثورة ضد الدولة. تعتبر اللاسلطوية الفلسفية من محتوى اللاسلطوية الفردية.
قد يقبل اللاسلطويون الفلسفيين بوجود دولة قليلة السلطات كشر ضروري لكنهم ينتقدون الالزامات الاخلاقية في الخضوع للدولة حيث تتعارض قوانينها مع الاستقلالية الذاتية الفردية. كما تصورها غودوين، إنها تتطلب أن عمل الأفراد وفقا لقوانينهم والسماح لكل شخص بالحصول على نفس الحرية؛ المتصورة من قبل ماكس شتيرنر، هذا يستلزم أن «الفرد» الذي يملك نسه صدقا لا يحمل واجبات اتجاه الآخرين؛ طوال وجوده يقوم بما هو صائب له. يعارض غودوين العمل الثوري وينظر للدولة المتدنية كشر ضروري ستصبح دون قوة وخفية مع انتشار المعرفة. دعا غودوين للفردية المتطرفة القائمة على رفض كل التعاونيات العمالية. كما عارض كافة أشكال التفرقة أيا كانت سببها.
يدعو هذا التيار إلى العمل للتغيير التدريجي لتحرير الفرد من القوانين المضطهدة والارتباك الاجتماعي للدولة المعاصرة والسماح للأفراد بتقرير المصير وتقييم قيمة عملهم. كما أنهم قد يعترضون على إزالة الدولة عبر الوسائل العنفية حيث قد يقلقون من أن يؤدي هذا لإزالة دولة أكثر إضطهادا وأذية وهذا موجود بين يساوون بين الدولة والعنف.

## التبادلية
التبادلية بدأت في القرن الثامن عشر من قبل الحركات العمالية البريطانية والفرنسية، ثم أضاف لها جوزيف بيير برودون شكلا لاسلطويا في فرنسا وعبر آخرين في الولايات المتحدة من أمثال بينيامين تاكر وويليام غرينس. جوزيه وارن اقترح في 1833 بعد فشل تجربة أوين لأفكار مماثلة. أفكار برودون قدمت عبر بينيامين تاكر.
تهتم اللاسلطوية التبادلية بقضايا المعاملة بالمثل، الجمعية الحرة، العقد الطوعي، الاتحادية، والإصلاح المالي والائتماني. يؤمن العديد من التبادليين أن السوق دون التدخل الحكومي يؤدي إلى هبوط الأسعار مقارنة بأسعار العمل، يزيل الربح، الإيجار، والفائدة وفقا لنظرية قيمة العمل. فالشركات سوف تضطر للتنافس على العمال لا أن يتنافس العمال على الشركات، ويزيد الأجور. يرى البعض أن التبادلية تجمع بين اللاسلطوية الجماعية واللاسلطوية الفردية. في «ما هي الملكية؟» طور برودون مفهوم الحرية مساويا اياها باللاسلطوية، التي هي جدلية «تركيب بين الشيوعية والملكية». غرين رأى أن التبادلية هي تركيب بين ثلاث «الشيوعية، الاشتراكية، والرأسمالية».

## اللاسلطوية الجماعية
اللاسلطوية الجماعية هي مذهب ثوري لاسلطوي يرتبط بميخائيل باكونين، وجوهان موست، والقسم اللاسلطوي من الأممية الأولى. يعارض الجماعيين للملكية الخاصة لوسائل الإنتاج ويدعون إلى جعلها ملكية جماعية. وهذا سيقدم عبر مجموعة أقلية متماسكة عبر العنف، أو «دعاية العمل»، ما سيلهم العمال للثورة وجمعنة وسائل الإنتاج. سيكافأ العمال لعملهم استنادا لوقت العمل التي ساهموا بها في الإنتاج. ويقول البعض أنه في المرحلة ما بعد الثورية يمكن التحول نحو الشيوعية اللاسلطوية حيث يوزع الإنتاج وفقا للحاجة. نهضت اللاسلطوية الجماعية مع الماركسية ولكن كمعارضة لدكتاتورية البروليتاريا والسعي لإشتراكية دون دولة.
بعض الجماعيين لا يعارض استخدام العملات النقدية. وبعضهم يقول بالايجارات وفقا لزمن المساهمة في الإنتاج. وهذه الأجور ستستخدم لشراء البضائع من الأسواق الكوميونية. أغلب الجماعيين المعاصرين أن الجماعية هي مجتمع نهائي دون تحول نحو الشيوعية. وبعضهم الآخرين يؤيد الاقتصاد التشاركي مؤيدة لفكرة «الأتعاب» وشكل من الائتمان لا يؤمن بالسوق أو المال.

## اللاسلطوية الشيوعية
اللاسلطوية الشيوعية هي نظرية لاسلطوية تدعو لإسقاط الدولة، الأسواق، المال، الملكية الخاصة، والرأسمالية، مع حماية الملكية الشخصية، والملكية العامة لوسائل الإنتاج، الديمقراطية المباشرة، وشبكة أفقية من الجمعيات التطوعية والمجالس العمالية على أن يقوم الإنتاج والتوزيع وفقا لمبدأ «من كل وفقا لقدرته، إلى كل وفقا لحاجته».
بعض أشكال الشيوعية اللاسلطوية كاللاسلطوية الانتفاضوية تأثرت بشدة بالأنانية والفردية الراديكالية، وترى أن النظام الشيوعي اللاسلطوي هو أفضل نظام لتحقيق الحرية الفردية. أغلب الشيوعيين اللاسلطويين يرونها كطريقة لمصالحة المجتمع والفرد.

## اللاسلطوية النقابية
بدأت اللاسلطوية النقابية مع القرن العشرين كمدرسة مميزة في اللاسلطوية. ركز هذا التيار على الحركة العمالية، ورأى بالنقابات الثورية قوة ثورية للتغيير الاجتماعي، وبناء مجتمع جديدة بدل الدولة والرأسمالية، يدار ذاتيا وديمقراطيا من قبل العمال. تهدف اللاسلطوية النقابية لإسقاط أنظمة الأجور والملكية الخاصة لوسائل الإنتاج. وتقوم على مبادئ التضامن العمالي، العمل المباشر، والإدارة الذاتية العمالية.
اللاسلطوية النقابية غالبا ما ترتبط باللاسلطوية الشيوعية أو الجماعية. ولكنها تهدف لبناء منظمة عمالية تؤسس لمجتمع لاسلطوي لا هرمي ضمن النظام الحالي وتقوم بالثورة الاجتماعية. الاقتصاد اللاسلطوي النقابي غالبا ما يتخذ أشكالا جماعية لاسلطوية أو شيوعية لاسلطوية. أبرز مفكري اللاسلطوية النقابية هو رودولف روكر.

## اللاسلطوية الأنانية
اللاسلطوية الأنانية هي مدرسة في الفكر اللاسلطوي ترتكز على فلسفة ماكس شتيرنر، المفكر الهيغلي للقرن التاسع عشر الذي يظهر إسمه تاريخيا كممثل للفكر اللاسلطوي الفردي. تسمة فلسفة شتيرنر بالأنانية. يقول أن الأناني يرفض «التفرغ للفكرة العظيمة، القضية الجيدة، المذهب، النظام، للنداء النبيل»، ويقول أن الأناني لا يملك التزاما سياسيا لكنه «يعيشه» بغض النظر عن «ما تظنه البشرية المريضة». يقول شتيرنر أن الحدود الوحيدة لحقوق الفرد هي قوته في أن يحقق ما يرغب به. إنه يقترح أن المؤسسات الاجتماعية المقبولة بما فيها الدولة، الملكية كحق، الحقوق الطبيعية عموما، والمجتمع، ليست إلا خطيئة في الفكر. أراد شتيرنر «اسقاط ليس فقط الدولة بل المجتمع كمؤسسة مسؤولة عن أعضائها».
طرح شتيرنر في كتابه "الأنا ووملكيته" فكرة "اتحاد الأنانيين. الاتحاد هو جمعية غير نظامية متناقضة مع الدولة. الاتحاد يفهم كعلاقة بين الانانيين الذي يستمر بالتجدد مع قبل الأطراف الداعمة له عبر النشاط الارادي. الاتحاد يتطلب أن يتشارك كل الأعضاء بالأنانية الواعية. إذا طرف ما قد وجد نفسه يعاني، ولكنه استمر فيه، فيحل الاتحاد نفسه ويتحول لشيء آخر. الاتحاد ليس سلطة على إرادة الشخص. هذه الفكرة تملك تأويلات سياسية، اقتصادية وعاطفية/جنسية.
فلسفة شتيرنر أثرت بعدد من الشيوعيين اللاسلطويين. تحدث شتيرنر عن "الشيوعية الأنانية"، التي تجمع بين الجماعية والفردية"، وقال أن "الطمع في شكله الكامل هو الاساس الممكن الوحيد للمجتمع الشيوعي". اللاسلطوية الانتفاضوية هي أكثر من تأثر بأفكار شتيرنر، اللاسلطوية إيما غولدمان تأثرت بكل من شتيرنر وكروبوتكين وجمعت بين الفلسفتين على طريقتها. كما أثرت أفكار شتيرنر بالمدارس اللاسلطوية الفردية الأميركية والأوروبية.
وفي ثمانينات القرن التاسع عشر ظهرت من الولايات المتحدة نزعة «لاسلطوية ما بعد اليسار» التي تأثرت بنقد الأيديولوجية لماكس شتيرنر.

## اللاسلطوية الفردية الأميركية
أول لاسلطوي أميركي هو جوزيه وارن، الذي حرر النشرة الأسبوعية «الثوري المسالم». من اللاسلطويين الأميركيين البارزين هناك ستيف أندرو، ويليام غرين، وهنري ديفيد ثورو المعروف بكتابع «والدن» عن العيش البسيط في المحيط الطبيعي ومقاله «العصيان المدني»، وهناك بينيامين تاكر الذي جمع بين أنانية شتيرنر واقتصاد برودون.
اللالسلطوية الفردية الأميركية اهتمت بحركة الحب الحر، التي تؤكد على حقوق المرأة ضد التمييز الجنسي مثل قوانين الزواج والتحكم بالولادات. وكذلك بحركة الفكر الحر المناهض للكهنتوية والمسيحية والذي هدف لتحرير الفرد سياسيا وروحيا ليقرر مصيره في الشؤون الدينية.

## اللاسلطوية الفردية الأوروبية
تملك اللاسلطوية الفردية الأوروبية جذورا في أفكار ويليام غودوين، جوزيف برودون، وماكس شتيرنر. أفكار برودون تعرف باسم التبادلية. كتاب شتيرنر «الأنا وملكيته» تعبر النص التقليدي للاسلطوية الفردية. وهناك شخصيان أثرا في اللاسلطوية الفردية الأوروبية هما فريدريك نيتشه وجورج بالانتيه.

## اللاسلطوية المسيحية
اللاسلطوية المسيحية هي شكل من اللاسلطوية تجمع بينها وبين المسيحية، وتقول بلاسلطوية قائمة على تعاليم يسوع المسيح. يصف اللاسلطويون المسيحيون المجتمعات المسيحية الأولى كمجتمعات لاسلطوية وخصتئص لاسلطوية شيوعية. من اللاسلطويون المسيحيون ليو تولستوي وآمون هينانسي الذين تحدثوا عن تعاليم لاسلطوية ومساواتية للمسيح.

## اللاسلطوية اللاعنفية
اللاسلطوية اللاعنفية هيب شكل لاسلطوي يرفض كافة أشكال العنف ولأي سبب كان. أبرز أعمالها هو «العصيان المدني» لهنري ديفيد ثورو الذي تأثر بكل من ليو تولستوي والماهتما غاندي. ظهرت هذه الحركة قبل الحرب العالمية الثانية في هولندا، بريطانيا، والولايات المتحدة، ولها وجود قوي في حملات مناهضة السلاح النووي.

## لاسلطوية دون صفات
يعود هذا التعبير للشكل اللاسلطوي الذي يرفض مصطلحات محددة كاشتراكي، جماعي، تبادلي، فردي... وتفهم كتوجه لتجميع الأفكار اللاسلطوية المختلفة. من أنصار هذا التوجه، رودولف روكر الذي تحدث عن تطبيق أنواع مختلفة من اللاسلطوية في الاقتصاد والمجتمع. فولترين دي كلير كانت من أنصار هذا التيار أيضا وجمعت بين أفكار لاسلطوية، فردية وجماعية، فتقول، «إن أفضل ما يمكن للعمال فعله هو تنظيم صناعتهم للتخلص من المال... دعوهم ينتجون معا، يتعانون معا كأنداد، لا رب عمل وعمال، دعوهم يتعانون مجموعات، دعوا كل شخص يستخدم حاجته من الإنتاج، ولنضع الباقي في المخازن لتستخدم عند الحاجة»). وتتابع لتقول إن كل من الاشتراكية والشيوعية تريدان الجهد المشترك والإدارة المشتركة التي ستنجب تنظيما أكثر ما يتفق مع اللاسلطوية. ولكنها لاحقا رفضت أن تصف أي نزعة لاسلطوية كغير لاسلطوية. كذلك يعتبر إريكو ملاتيستا من مناصري ها التيار، فيقول «إنه ليس صائبا لنا، أن نقول القليل، أن نسقط في نزاع عن مجرد افتراضات».

## لاسلطوية تركيبية
اللاسلطوية التركيبية هي شكل من التنظيم اللاسلطوي الذي يحاول ربط اللاسلطويون من النزعات المختلفة ضمن حركة لاسلطوية دون مواصفات. وضع أسس هذا الشكل التنظيمي فولين وسيبستيان فور. الاتحادات اللاسلطوية في العالم اليوم التي تتبنى هذا التنظيم تتحد في ظل أممية الاتحادات اللاسلطوية.

## اللاسلطوية الخضراء
اللاسلطوية الخضراء (أو اللاسلطوية البيئية) هي مدرسة فكر لاسلطوي ترتكز على المفاهيم البيئية. من المنظرين الرئيسيين لهذا التيار موراي بوكتشين وبريان موريس. ترتكز سياسة واقتصاد هذا الفكر على النظام البيئي. تقوم هذه الفكرة على البلدية التحررية والتكنولوجيا الخضراء.

## اللاسلطوية الطبيعية
اللاسلطوية الطبيعية هي فكر لاسلطوي فردي، يقوم على النباتية، الحب الحر، العري، والحرك الجبال، مع نظرة بيئية. تنادي هذه الحركة بالقرى البيئية الصغيرة وتجاوز المصطنعات.

## علم الاجتماع البيئي
علم الاجتماع البيئي هي فلسفة طورها مواري بوكتشيتن تقول أن القضايا البيئية متجذرة في القضايا الاجتماعية خصوصا قضية الهرمية في النظام السياسي والاجتماعي. وتقول إن الاستهلاكية من الصعب مقاومتها فرديا ولذلك يجب النشاط الجماعي والتفكير الفردي على قاعدة الديمقراطية القاعدية. وتنادي بالانسجام بين الطبيعة والناس.

## اللاسلطوية البدائية
تقوم اللاسلطوية البدائية على نقد التقدم الحضاري. حيث تقول أن التقدم الحضاري أنتج التطابق الاجتماعي، القسرية، والاغتراب، وتدعو للعودة إلى الطرق الغير حضارية في الحياة عبر اللاصناعية، اسقاط تقسيم العمل أو التخصص، وانهاء المنظمات التقنية الكبيرة.

## اللاسلطوية النسوية
هي حركة لاسلطوية تجمع ين النسوية الراديكالية واللاسلطوية وترى في السيطرة الذكورية كشكل هرمي غير طوعي. من اللاسطويون البارزين ايما غولدمان، لوسي بارسون، وفولتيرين دي كلير. تنتقد هذه الحركة البنية التقليدية للعائلة، الثقافة، دور الجنسين.

## البرنامجية
هي نزعة تنظيمية في الحركة اللاسلطوية تقوم على البرنامج التنظيمي للاتحاد العام لأناركيين الناتج عن التجربة الماخنوية خلال الثورة الروسية (1917).

## لاسلطوية ما بعد اليسار
تيار معاصر في الحركة اللاسلطوية يقوم على نقد الأيديولوجية، التنظيم، والأخلاق. متأثرة بأعمال ماكس شتيرنر، الأممية البنيوية، وتركز على الانتفاضة الاجتماعية ورفض التنظيم الاجتماعي. من لاسلطويو ما بعد اليسار هناك حكيم باي، بوب بلاك، جون زرزان، جاسون ماكين، فريدي بيرلمان.

## ما بعد اللاسلطوية
تجمع بين اللاسلطوية الكلاسيكية وما بعد البنيوية، وتأخذ جذورها من الكثير من ما بعد الحداثة، لاسلطوية ما بعد اليسار، ما بعد الاستعمار، وزاباتيستا. ترفض هذه الحركة فكرة مجموعة من المعتقدات والمذاهب. من مفكريها سول نيومان، تود ماي، وميشال اونفري.

## اللاسلطوية الانتفاضوية
هي نزعة لاسلطوية تقول بالانتفاضة على النمط اللاسلطوي، تعارض المنظمات الرسمية كالنقابات والمنظمات القائمة على برنامج سياسي ومؤتمرات محددة. تدعم التنظيم اللارسمي ومنظمة قاعدية من مجموعات الألفة. تركز على الصراع الطبقي، الهجوم، ورفض التفاوض مع الأعداء الطبقيين.

## لاسلطوية السوق الحرة
هي حركة تدعو للقضاء على الدولة لصالح السيادة الفردية والسوق الحرة. تجمع لاسلطوية السوق الحرة بين الليبرتارية واللاسلطوية الفردية.